# Lista de aeroportos do Piauí
Lista de aeroportos do Piauí, constando o nome oficial do aeroporto, o código IATA e/ou o código ICAO e o município onde tal aeroporto se encontra:

## Internacional
Concessão AeroPHB
- Aeroporto Prefeito Dr. João Silva Filho (IATA: PHB, ICAO: SBPB) - Parnaíba

## Regionais
Municipais
Aeroporto Senador Petrônio Portela (IATA: THE, ICAO: SBTE) - Teresina 
- Aeroporto de Bom Jesus (IATA: ***, ICAO: SNGG) - Bom Jesus
- Aeroporto de Corrente (IATA: ***, ICAO: SNKR) - Corrente
- Aeroporto de Floriano (IATA: FLB, ICAO: SNQG) - Floriano
- Aeroporto João Pereira dos Santos Filho (IATA: ***, ICAO: SSFL) - Fronteiras
- Aeroporto de Gilbués (IATA: ***, ICAO: SNGB) - Gilbués
- Aeroporto de Guadalupe (IATA: GDP, ICAO: SNGD) - Guadalupe
- Aeroporto de Oeiras (IATA: ***, ICAO: SNOE) - Oeiras
- Aeroporto de Picos (IATA: PCS, ICAO: SNPC) - Picos
- Aeroporto de São Raimundo Nonato (IATA: NSR, ICAO: SWKQ) - São Raimundo Nonato
- Aeroporto de São João do Piauí (IATA: ***, ICAO: SD9C) - São João do Piauí
- Aeroporto São Miguel do Tapuio (IATA: ***, ICAO: ****) - São Miguel do Tapuio

## Outros aeroportos
Privados
- Aeródromo Canaã (IATA:***,ICAO: SD7E) - Teresina

- Aeródromo Aero Park (IATA: ***, ICAO: SWRQ) - Teresina
- Aeroporto Campo Maior (IATA: ***, ICAO: SDYX) - Campo Maior
- Aeródromo Celeiro 2 (IATA: ***, ICAO: SDCX) - Gilbués
- Aeródromo Condomínio Boa Esperança (IATA: ***, ICAO: SJRI) - Ribeiro Gonçalves
- Aeródromo Condomínio Milla (IATA: ***, ICAO: SWLD) - Baixa Grande do Ribeiro
- Aeródromo Deputado Moraes Souza (IATA: ***, ICAO: SJXE) - Buriti dos Lopes
- Aeródromo Fazenda Campo Alegre (IATA: ***, ICAO: SWCJ) - Palmeira do Piauí
- Aeródromo Fazenda Canel (IATA: ***, ICAO: SJZS) - Uruçuí
- Aeródromo Fazenda Chapada Grande (IATA: ***, ICAO: SJKG) - Regeneração
- Aeródromo Fazenda Colorado (IATA: ***, ICAO: SDQU) - Bom Jesus
- Aeródromo Fazenda Progresso (IATA: ***, ICAO: SWUV) - Sebastião Leal